# Parti communiste révolutionnaire, États-Unis
Pour les articles homonymes, voir Parti communiste révolutionnaire et RCP.

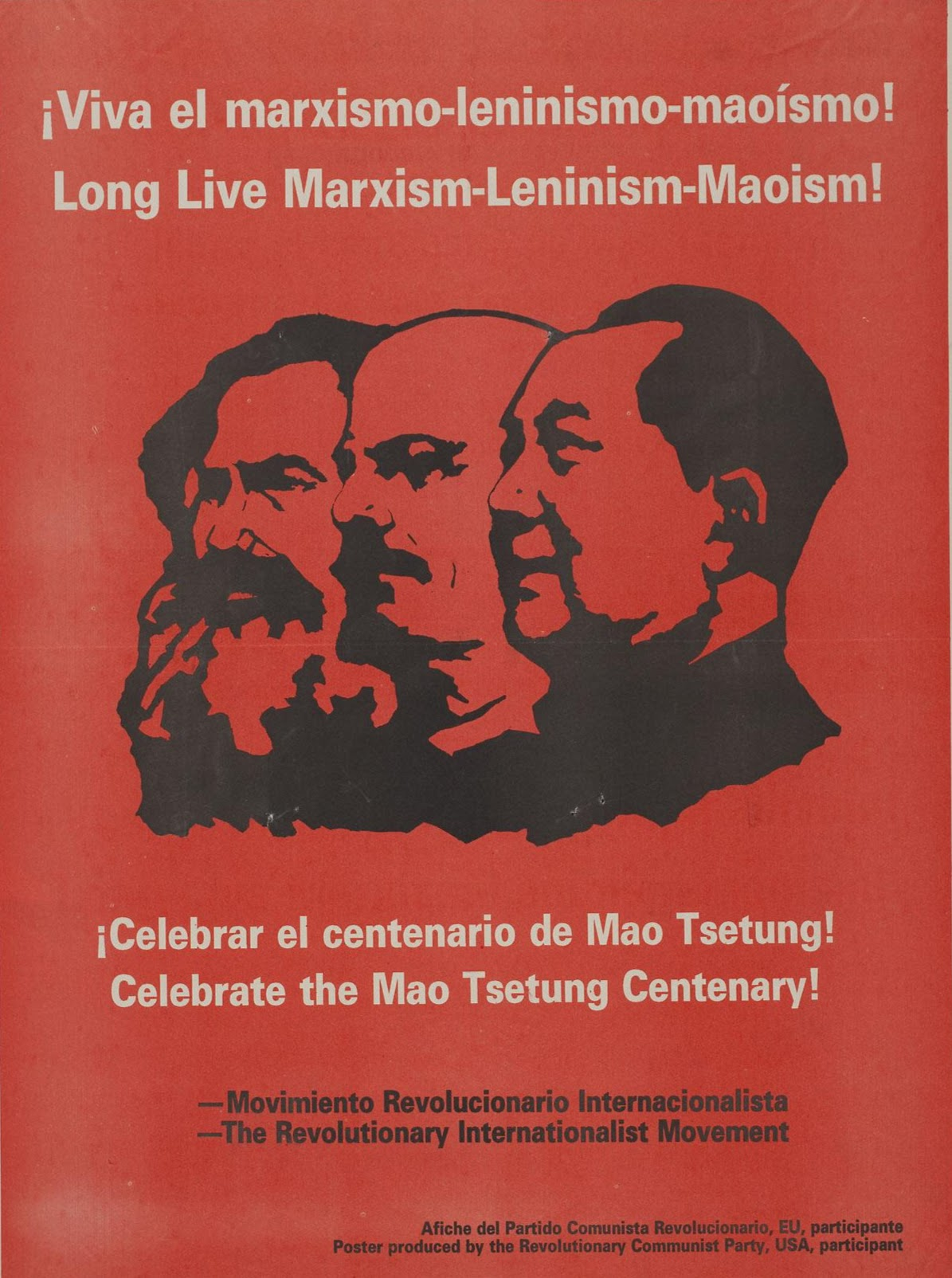
Affiche du RPC produite en 1990, faisant la promotion du marxisme-léninisme-maoïsme.

Le Parti communiste révolutionnaire, États-Unis (RCP, Revolutionary communist Party, USA) est un parti communiste maoïste américain, formé en 1975 par Bob Avakian, un ancien du Revolutionary Youth Movement II (RYM), lui-même issu des Students for a Democratic Society. En 1981, Avakian quitte le pays pour la France en invoquant des menaces de mort contre lui. 
Le Parti communiste révolutionnaire, États-Unis participe depuis 1984 au Mouvement révolutionnaire internationaliste, une internationale maoïste de stricte obédience, à laquelle appartient également le Sentier lumineux péruvien.
Le RCP change le nom de son journal en 2005, passant de Revolutionary Worker à Revolution.